# JavaCC
JavaCC (trình biên dịch Java) là một công cụ cú pháp mã nguồn mở và là công cụ phân tích từ vựng cho ngôn ngữ lập trình Java. JavaCC tương tự yacc trong việc phát sinh cú pháp từ ngữ pháp chính quy được viết trong ký hiệu EBNF, trừ đầu ra là mã nguồn Java. Không giống như yacc, JavaCC phát sinh cú pháp theo kiểu từ trên xuống dưới, giới hạn nó tới các lớp ngữ pháp phân tích cú pháp LL (đặc biệt, đệ quy trái không dùng được). JavaCC cũng phát sinh các phân tích từ vựng trong cách tương tự Lex (phần mềm). Cây xây dựng đi kèm là cây JJTree, được xây dưng từ dưới lên.
JavaCC có dạng giấy phép bản quyền BSD.

## Lịch sử
Năm 1995, tập đoàn Sun đưa ra một công cụ cú pháp gọi là Jack. Các nhà phát triển chịu trách nhiệm tạo Jack cho công ty của riêng mình gọi là Metamata và đổi tên Jack thành JavaCC. Metamata cuối cùng trở thành một phần của WebGain. Sau khi WebGain đóng dự dự án phát triển, JavaCC trở thành công cụ duy nhất hiện tại.